# Изабела Гонзага
Изабела Гонзага (Isabella Gonzaga; * 18. април 1537, Мантова, војводство Мантова; † 16. август 1579, Викарија (данас округ Напуља, Краљевина Напуљ) била је у браку принцеза од Франкавиље (1556 – 1571), маркиза од Пескаре и Васто, грофица од Монтеодоризио.

## Порекло
Била је ћерка Федерика II Гонзаге (* 1500, † 1540), војводе од Мантове, маркгрофа од Монферата, и његове жене војвоткиње Маргарите Палеолог (* 1510, † 1566). Њени бака и деда по оцу били су Франческо II Гонзага, маркгроф од Мантове, и маркиза Изабела д'Есте, а бака и деда по мајци били су Вилијам IX, маркгрофа од Монферата, и принцезе Ане д'Алансон. Имала је четири брата и две сестре:
- Франческо III (* 1522, † 1550), 2. војвода од Мантове и Монферата од 1540. године, муж надвојвоткиње Катарине Аустријске, ћерке цара Фердинанда I.
- Елеонора, монахиња;
- Ана, монахиња;
- Вилијам (* 1538, † 1587), 3. војвода од Мантове и маркгроф од Монферата од 1550. године, муж надвојвоткиње Елеоноре од Аустрије;
- Лудовико (Луиђи) (* 1539, † 1595), војвода од Неверса и Ретела 1565, муж Хенријете од Клевса;
- Федерико (* 1540, † 1565), бискуп Мантове, кардинал од 1563. године.

Имала је једног брата и сестру из ванбрачне везе њеног оца.

## Биографија
Њена бака маркиза Анне д'Алансон оставља јој своју француску имовину. Али њена мајка маркиза Маргарита је касније успела, захваљујући Изабелином одбијању (1564. године), да створи наследство за свог трећег сина Лудовика, који је, након одласка у Француску, основао кадетску династију Гонзага-Невер.
У децембру 1556. године, удала се за Франческа Фернанда д'Авалоса, другог принца од Франкавиље, четвртог маркиза од Пескаре, трећег маркиза од Вастоа и грофа од Монтеодоризија.
Године 1561. постављена је за гувернера Монферата од стране свог брата Вилијама, маркиза од Монферата.
Умрла је 1579. године. у 42. години.

## Породица
Удала се децембра 1554. године, за Франческа Фердинанда д'Авалосу (* август 1531, Искија; † 31. јул 1571, Палермо), маркиз од Васта, гувернер војводства Милана (1560 – 1563) и вицекраљ Сицилије (1568 – 1571), имали су два сина:
- Алфонсо Феличе д'Авалос Аквински од Арагона (* 1564, Искија; † 2. децембар 1593, Рим), принц од Франкавиле, маркиз од Вастоа, маркиз од Пескаре; ∞ 1583. године, Лавинија Фелтриа дела Ровере (* 16. јануар 1558, Пезаро; † 7. јун 1632, Монтебело), принцеза од Урбина, имали су једног сина и три ћерке.
- Томазо д'Авалос Аквински од Арагона († 1622. године), гроф од Кастелучиа, титуларни патријарх Антиохије (1611 – 1622).